# آتاکوس پائوکستادتوروم
آتاکوس پائوکستادتوروم (نام علمی: Attacus paukstadtorum) نام یک گونه از سرده شاپرکان چشم‌گربه‌ای آتاکوس است.